# Chromis viridis
Chromis viridis là một loài cá biển thuộc chi Chromis trong họ Cá thia. Loài này được mô tả lần đầu tiên vào năm 1830.

## Từ nguyên
Tính từ định danh viridis trong tiếng Latinh mang nghĩa là "xanh lá", vì loài cá này được mô tả là có “màu xanh ngọc lam tuyệt đẹp, mờ hơn ở thân dưới, nhiều màu xanh lam hơn ở lưng và đuôi” (bản dịch).

## Phạm vi phân bố và môi trường sống
C. viridis có phạm vi phân bố rộng rãi ở khu vực Ấn Độ Dương - Thái Bình Dương, kể cả Biển Đỏ. Từ bờ biển Đông Phi, C. viridis được phân bố trải dài về phía đông đến quần đảo Line và Tuamotu, ngược lên phía bắc đến quần đảo Ryukyu và vùng biển phía nam Nhật Bản, xa về phía nam đến Tây Úc, rạn san hô Great Barrier, Nouvelle-Calédonie và Tonga.
Ở Việt Nam, loài cá này được ghi nhận tại cù lao Chàm (Quảng Nam); đảo Lý Sơn và quần đảo Hoàng Sa (Quảng Ngãi); bờ biển Ninh Thuận; cù lao Câu (Bình Thuận) và vịnh Nha Trang (Khánh Hòa); cũng như tại Côn Đảo.
C. viridis có sống thành đàn lớn trên các cụm san hô nhánh Acropora ở đới mào rạn của các rạn viền bờ và trong các đầm phá, độ sâu mà loài này được tìm thấy đến ít nhất là 20 m. Các cụm san hô cũng là nơi để chúng giấu mình khi gặp nguy hiểm.

## Mô tả

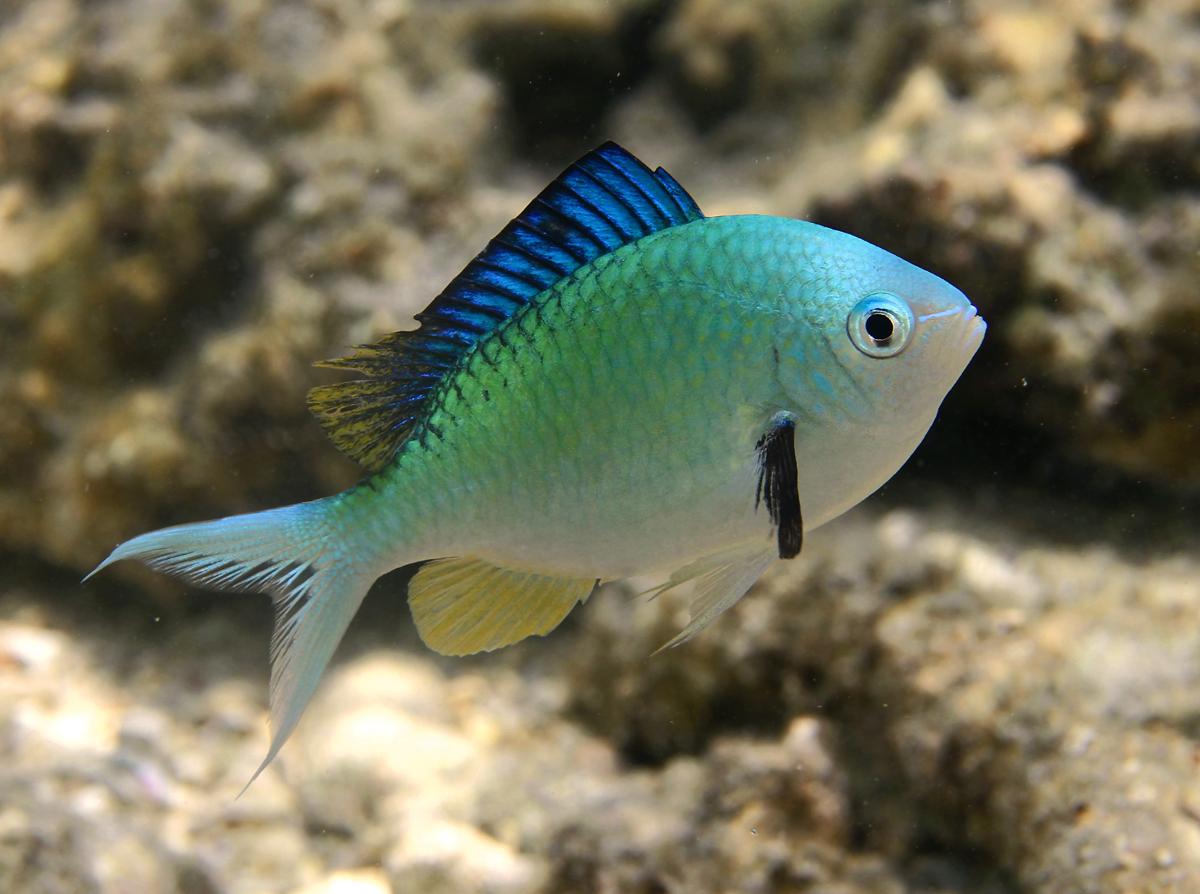
Cá đực vào thời điểm sinh sản

C. viridis có chiều dài cơ thể lớn nhất được ghi nhận là 10 cm. Loài này có màu xanh lục nhạt, xanh ngọc lam đến màu xanh lam sáng. Cá đực vào thời điểm sinh sản ửng vàng trên cơ thể, vây lưng màu xam lam sẫm (vàng ở phía cuối), vây hậu môn màu vàng và vây ngực màu đen.
C. viridis không có đốm đen lớn trên gốc vây ngực như Chromis atripectoralis, một loài cá thia cũng có màu xanh lục lam đặc trưng. Cả hai là những loài chị em của nhau dựa vào kết quả phân tích vùng kiểm soát ty thể.
Số gai ở vây lưng: 12; Số tia vây ở vây lưng: 9–10; Số gai ở vây hậu môn: 2; Số tia vây ở vây hậu môn: 10–11; Số tia vây ở vây ngực: 17–18; Số gai ở vây bụng: 1; Số tia vây ở vây bụng: 5; Số vảy đường bên: 15–16; Số lược mang: 28–33.

## Sinh thái học
Thức ăn của C. viridis là những loài động vật phù du. Cá đực có tập tính bảo vệ và chăm sóc trứng; trứng có độ dính và bám vào nền tổ. Như nhiều loài cá thia trong họ, C. viridis có thể phát ra âm thanh trong lúc thực hiện các màn tán tỉnh hay gây chiến với những cá thể khác.